# A csütörtöki nyomozóklub
A csütörtöki nyomozóklub (The Thursday Murder Club) Richard Osman angol író első regénye, mely a Viking Press kiadónál jelent meg 2020-ban. Magyarul Orosz Anna fordításában jelent meg az Agave Könyvek kiadásában, 2021-ben.

## A cselekmény kezdete és a regény stílusa
Coopers Chase Anglia egyik első luxus nyugdíjasfaluja Kent dombvidékén. Csak tíz éve, hogy építése elkezdőtt egy régi privatizált kolostor körül, melyben ma már a vállalkozás központja működik. A magát csütörtöki nyomozóklubnak nevező kis társaság, amely kedvtelésből régi bűnesetek rejtélyeit és aktáit nézegeti át, a falu négy, 70-80 éves lakójából áll: Elizabeth Best egykor talán titkosügynök volt; Ron Ritchie egykor híres szakszervezeti vezető; Ibrahim Arif régen pszichiáter volt, Joyce Meadowcroft sokáig ápolónőként dolgozott (néhai férje Gerry, lánya Joanna). A korábbi negyedik tag, Penny Gray egykori kenti rendőrfelügyelő már nem járhat a csütörtöki találkozókra; férjével, Johnnal együtt az ápolási részlegen él. Az ő helyére került be épp most negyediknek Joyce, aki ezért naplót kezd vezetni.
Ian Ventham, az intézmény tulajdonosa jól megszedte magát a vállalkozáson és a falu bővítésére készül. Ehhez majd a régi temetőt is át kell helyezni, a sírokat megbolygatni, de ez még ráér. Mindenekelőtt kirúgja a készülő projektből az eddigi résztulajdonost és az építkezések kivitelezőjét, Tony Curran-t, aki nem olyan ember, hogy ezt annyiban hagyja. De mielőtt bármit tenne, gyilkosság áldozata lesz.
Végre egy igazi gyilkosság! Nem csak Chris Hudson főfelügyelő és Donna De Freitas (kezdetben csak) közrendőr, hanem a nyugdíjasok klubja is nyomozni kezd. És még csak a 10. fejezetnél és az első gyilkosságnál tartunk.
A könyv két részből és összesen 115 számozott, alig egy-két oldalnyi fejezetből áll. Az elbeszélő laza, kedélyesen csevegő stílusban, humorral bőven átitatva adja elő a történetet. Az író egy interjúban azt mondta, hogy „A csütörtöki nyomozóklub humora a szereplők látásmódjából és világszemléletéből táplálkozik.” Hozzá lehet tenni, hogy végső soron magának a szereplőket megalkotó írónak a látásmódjából. Az események elbeszélését élénkítik Joyce naplójának közbeiktatott részletei, kedvesen naiv reflexiói, melyekben néha „kiszól” az olvasóhoz, például: „Timbuktu egyébként tényleg létezik. Tudták? Valamelyik kvízben szerepelt ez a kérdés.” (247.) A könyvet egy ilyen naplórészlet zárja: „Maguk szerint nem ő ölte meg Tony Currant? Mert szerintem igen. Biztosan jó oka volt rá, és alig várom, hogy megkérdezhessem tőle… Hamarosan megírom, hogyan alakulnak a dolgok.”
Ezt a regényt „hamarosan” a folytatása is követte, A férfi, aki kétszer halt meg, (2021). Az említett interjúban az író azt is közölte: „Feltett szándékom ugyanis, hogy életem végéig folytatom ezt a sorozatot”.

## Fogadtatása
A könyv Angliában hatalmas siker volt, és bár az író első regénye, 2021-ben rögtön elnyerte vele a British Book Awards Az év írója (Author of the Year) címét. A kiadás jogát számos országban megvették, a megfilmesítés jogait pedig Steven Spielberg vásárolta meg.
A csütörtöki nyomozóklub magyar fordítása 2021. május elején jelent meg, és augusztus végén is még sikerlistás volt – írta az 1749.hu. A krimik sémái és típusai gyakran ismétlődnek, de olykor ezekhez hozzá is tesznek valami újat. „Osman a boldog nyugdíjasfalut adta hozzá a detektívregény-univerzumhoz. Egy helyet, ahol a „láthatatlan generáció” él (amint ezt Osman az ÉS-ben nyilatkozta), amely teljesen más, mint amilyennek képzeljük.
A műfajon belül nem sok újat hozott ez a könyv, maga a történet „kissé didaktikusan mondja fel a klasszikusokat, kissé újra gondolva azokat – ez a 168 Óra cikkírójának véleménye –, azonban a premisszája kezdettől fogva magával ragadja az embert.”
A könyvben minden adva a klasszikus krimihez – értékeli az Élet és Irodalom kritikusa –, de mégsem pusztán jó krimi. „A regény krimiszál alatti rétege ugyanis a jómódú vidéki Anglia reprezentációja, egyidejűleg ennek a jovialitásnak a folyamatosan fenntartott, hallatlanul könnyed és ironikus, a világ minden részén jól érthető paródiája vagy kifigurázása is.
A Konyvterasz.hu ajánlója a regényt 2021-ben a nyár, vagy talán az egész év legszórakoztatóbb könyvének nevezte. „Osman stílusa igencsak gördülékeny és filmszerű (Orosz Anna fordítása), a rövid epizódok gyors helyszín- és elbeszélőváltásai egy pillanatig sem hagyják lankadni az olvasó figyelmét. …A csütörtöki nyomozóklubból árad az a frissesség, ami a jó elsőkötetes krimiszerzők sajátja, és ami olyan fájdalmasan el szokott tűnni, amikor átállnak a tömegtermelésre.”

## Magyarul
- A csütörtöki nyomozóklub; ford. Orosz Anna; Agave Könyvek, Budapest, 2021 ISBN 9789634199236; 2022 ISBN 9789635980925; 2023 ISBN 9789635981649

## Filmváltozat
2025-ben jelent meg a Netflixen az azonos című filmfeldolgozás, melyben Pierce Brosnan, Helen Mirren és Ben Kingsley játszák a főszerepeket.